# Патякина-Фёдорова, Ольга Кирилловна
Ольга Кирилловна Патякина-Федорова (19 сентября 1925 года — 13 декабря 2004 года) — доктор медицинских наук, профессор, советский и российский хирург, руководитель клинического сурдологического отделения Московского научно-исследовательского института уха, горла и носа (ныне Отдел микрохирургии уха Московского научно-практического Центра оториноларингологии). Создатель научной школы клинической отомикрохирургии. Автор 250 научных трудов, 4 монографий, 12 изобретений. Под руководством Патякиной-Федоровой защищено более 30 кандидатских и докторских диссертаций. Почетное звание «Заслуженный врач России».